# Ekstraklasa kobiet w tenisie stołowym (2006/2007)
Ekstraklasa kobiet w tenisie stołowym 2006/2007 – 59. edycja rozgrywek pierwszego poziomu ligowego kobiet w Polsce. Brało w niej udział 8 drużyn.
Triumfatorem rozgrywek został KTS Eltex-Wisan Tarnobrzeg, który w meczach finałowych pokonał KU AZS AE Wrocław. Brązowy medal zdobyła KS Bronowianka Kraków.

## System rozgrywek
Rozgrywki prowadzone były z udziałem 10 drużyn i były podzielone na dwie fazy: zasadniczą i play-off.
Faza zasadnicza składa się z dwóch rund. Pierwsza runda rozgrywana jest systemem każdy z każdym. W drugiej rundzie gospodarzami spotkań w drugiej rundzie są drużyny, które w pierwszej rundzie w meczu pomiędzy tymi samymi drużynami grały na wyjazdach. Za zwycięstwo drużyny otrzymują 2 punkty, zaś za porażkę nie otrzymują punktów.
Do fazy play-off awansują 4 drużyny. W półfinałach zostaną rozegrane dwumecze. Pary zostaną ustalone na podstawie tabeli po rundzie zasadniczej (1-4, 2-3). Zwycięzcy półfinałów awansują do finału, gdzie zostanie rozegrany dwumecz, a gospodarzem pierwszego meczu będzie drużyna z niższego miejsca po fazie zasadniczej. Drużyna, która wygra finał otrzyma tytuł Drużynowego Mistrza Polski kobiet, puchar i złote medale, a zespół pokonany w finale otrzyma puchar i srebrne medale. Drużyny, które odpadły w półfinałach, zagrają w rywalizacji o 3. miejsce, a jej zwycięzca otrzyma brązowy medal.
Natomiast z drużyny z miejsc 5-8 grają w fazie o utrzymanie, w której ostatania drużyna spadnie do 1. ligi.
Każdy mecz składa się z 3-5 gier rozgrywanych kolejno na jednym stole. Mecz kończy się wraz z uzyskaniem przez jedną drużyn trzech zwycięstw. Układ gier w meczu.
| 1. gra | 2. gra | 3. gra | 4. gra | 5. gra |
| ------ | ------ | ------ | ------ | ------ |
| A–X    | B–Y    | C–Z    | A–Y    | B–X    |

## Kluby
| Klub                                    | Sezon 2005/2006 |
| --------------------------------------- | --------------- |
| AJD Print Cycero Rolnik AZS Częstochowa | 5. miejsce      |
| GLKS Mago Wanzl Scania Nadarzyn         | Mistrz          |
| KS Bronowianka Kraków                   | 4. miejsce      |
| KTS Eltex-Wisan Tarnobrzeg              | Wicemistrz      |
| KU AZS AE Wrocław                       | 3. miejsce      |
| LUKS Orneta                             | 6. miejsce      |
| MKSTS Polkowice                         | 7. miejsce      |
| PKS MLEK-POL Rafaello Kazimierza Wielka | Awans z 1. ligi |

## Faza zasadnicza
| Poz. | Drużyna                                 | M  | Z  | P  | Pojedynki | Punkty |
| ---- | --------------------------------------- | -- | -- | -- | --------- | ------ |
| 1.   | KTS Eltex-Wisan Tarnobrzeg              | 14 | 14 | 0  | 42:14     | 28     |
| 2.   | PKS MLEK-POL Rafaello Kazimierza Wielka | 14 | 10 | 4  | 33:26     | 20     |
| 3.   | KU AZS AE Wrocław                       | 14 | 8  | 6  | 32:23     | 16     |
| 4.   | KS Bronowianka Kraków                   | 14 | 8  | 6  | 33:26     | 16     |
| 5.   | AJD Print Cycero Rolnik AZS Częstochowa | 14 | 6  | 8  | 27:29     | 12     |
| 6.   | GLKS Mago Wanzl Scania Nadarzyn         | 14 | 5  | 9  | 27:32     | 10     |
| 7.   | LUKS Orneta                             | 14 | 5  | 9  | 22:33     | 10     |
| 8.   | MKSTS Polkowice                         | 14 | 0  | 14 | 9:42      | 0      |

     Awans do półfinału
     Runda spadkowa

## Runda spadkowa
| Poz. | Drużyna                                 | M  | Z  | P  | Pojedynki | Punkty |
| ---- | --------------------------------------- | -- | -- | -- | --------- | ------ |
| 5.   | GLKS Mago Wanzl Scania Nadarzyn         | 20 | 11 | 9  | 45:34     | 22     |
| 6.   | AJD Print Cycero Rolnik AZS Częstochowa | 20 | 9  | 11 | 37:39     | 18     |
| 7.   | LUKS Orneta                             | 20 | 8  | 12 | 31:42     | 16     |
| 8.   | MKSTS Polkowice                         | 20 | 0  | 20 | 11:60     | 20     |

## Play-off
|  |          |                                         |          |                   |          |                      |   |                            |       |       |       |       |
|  | Półfinał | Półfinał                                | Półfinał | Półfinał          | Półfinał |                      |   | Finał                      | Finał | Finał | Finał | Finał |
|  | Półfinał | Półfinał                                | Półfinał | Półfinał          | Półfinał |                      |   | Finał                      | Finał | Finał | Finał | Finał |
|  |          |                                         |          |                   |          |                      |   |                            |       |       |       |       |
|  |          |                                         |          |                   |          |                      |   |                            |       |       |       |       |
|  | 1        | KTS Eltex-Wisan Tarnobrzeg              | 3        | 3                 |          |                      |   |                            |       |       |       |       |
|  | 1        | KTS Eltex-Wisan Tarnobrzeg              | 3        | 3                 |          |                      |   |                            |       |       |       |       |
|  | 4        | KS Bronowianka Kraków                   | 1        | 0                 |          |                      |   |                            |       |       |       |       |
|  | 4        | KS Bronowianka Kraków                   | 1        | 0                 |          |                      | 1 | KTS Eltex-Wisan Tarnobrzeg | 3     | 3     |       |       |
|  |          |                                         |          |                   |          |                      | 1 | KTS Eltex-Wisan Tarnobrzeg | 3     | 3     |       |       |
|  |          |                                         | 3        | KU AZS AE Wrocław | 0        | 0                    |   |                            |       |       |       |       |
|  | 2        | PKS MLEK-POL Rafaello Kazimierza Wielka | 3        | KU AZS AE Wrocław | 0        | 0                    | 3 | 1                          | 2     |       |       |       |
|  | 2        | PKS MLEK-POL Rafaello Kazimierza Wielka |          |                   |          |                      |   |                            |       |       |       |       |
|  | 3        | KU AZS AE Wrocław                       | 1        | 3                 | 3        |                      |   |                            |       |       |       |       |
|  | 3        | KU AZS AE Wrocław                       | 1        | 3                 | 3        | Mecz o brązowy medal |   |                            |       |       |       |       |
|  |          |                                         |          |                   |          |                      |   |                            |       |       |       |       |
|  |          |                                         |          |                   |          |                      |   |                            |       |       |       |       |
|  |          |                                         |          |                   |          |                      |   |                            |       |       |       |       |
|  | 2        | PKS MLEK-POL Rafaello Kazimierza Wielka | 2        | 1                 |          |                      |   |                            |       |       |       |       |
|  | 2        | PKS MLEK-POL Rafaello Kazimierza Wielka | 2        | 1                 |          |                      |   |                            |       |       |       |       |
|  | 4        | KS Bronowianka Kraków                   | 3        | 3                 |          |                      |   |                            |       |       |       |       |
|  | 4        | KS Bronowianka Kraków                   | 3        | 3                 |          |                      |   |                            |       |       |       |       |

### Półfinały
| Gospodarze                              | Wynik       | Goście                                  |
| 1. półfinał                             | 1. półfinał | 1. półfinał                             |
| --------------------------------------- | ----------- | --------------------------------------- |
| KU AZS AE Wrocław                       | 1:3         | PKS MLEK-POL Rafaello Kazimierza Wielka |
| KS Bronowianka Kraków                   | 1:3         | KTS Eltex-Wisan Tarnobrzeg              |
| 2. półfinał                             |             |                                         |
| PKS MLEK-POL Rafaello Kazimierza Wielka | 1:3         | KU AZS AE Wrocław                       |
| KTS Eltex-Wisan Tarnobrzeg              | 3:0         | KS Bronowianka Kraków                   |
| 3. półfinał                             |             |                                         |
| PKS MLEK-POL Rafaello Kazimierza Wielka | 2:3         | KU AZS AE Wrocław                       |

### Mecz o 3. miejsce
| KS Bronowianka Kraków     | 3:1                       | PKS MLEK-POL Rafaello Kazimierza Wielka |
| 1. mecz, 16 kwietnia 2007 | 1. mecz, 16 kwietnia 2007 | 1. mecz, 16 kwietnia 2007               |
| ------------------------- | ------------------------- | --------------------------------------- |
| Marta Piłka               | 3:1                       | Magdalena Sikorska                      |
| Zhao Xia                  | 3:2                       | Liu Li                                  |
| Renata Gumula             | 1:3                       | Antonina Szymańska                      |
| Marta Piłka               | 0:3                       | Liu Li                                  |
| Zhao Xia                  | 3:0                       | Magdalena Sikorska                      |

| PKS MLEK-POL Rafaello Kazimierza Wielka | 2:3                       | KS Bronowianka Kraków     |
| 2. mecz, 20 kwietnia 2007               | 2. mecz, 20 kwietnia 2007 | 2. mecz, 20 kwietnia 2007 |
| --------------------------------------- | ------------------------- | ------------------------- |
| Liu Li                                  | 3:0                       | Renata Gumula             |
| Magdalena Sikorska                      | 0:3                       | Zhao Xia                  |
| Antonina Szymańska                      | 1:3                       | Marta Piłka               |
| Liu Li                                  | 0:3                       | Zhao Xia                  |

### Finał
| KU AZS AE Wrocław         | 1:3                       | KTS Eltex-Wisan Tarnobrzeg |
| 1. mecz, 17 kwietnia 2007 | 1. mecz, 17 kwietnia 2007 | 1. mecz, 17 kwietnia 2007  |
| ------------------------- | ------------------------- | -------------------------- |
| Yu Ying                   | 3:0                       | Kinga Stefańska            |
| Magdalena Cichocka        | 0:3                       | Li Qian                    |
| Daria Łuczakowska         | 0:3                       | Eva Ódorová                |
| Yu Ying                   | 0:3                       | Li Qian                    |

| KTS Eltex-Wisan Tarnobrzeg | 3:1                       | KU AZS AE Wrocław         |
| 2. mecz, 21 kwietnia 2007  | 2. mecz, 21 kwietnia 2007 | 2. mecz, 21 kwietnia 2007 |
| -------------------------- | ------------------------- | ------------------------- |
| Li Qian                    | 3:0                       | Yu Ying                   |
| Kinga Stefańska            | 1:3                       | Daria Łuczakowska         |
| Eva Ódorová                | 3:2                       | Magdalena Cichocka        |
| Li Qian                    | 3:0                       | Daria Łuczakowska         |

## Medaliści
| Lp. | Drużyna                    |
| --- | -------------------------- |
| 1.  | KTS Eltex-Wisan Tarnobrzeg |
| 2.  | KU AZS AE Wrocław          |
| 3.  | KS Bronowianka Kraków      |